# Соколов-Ходаков, Павел Анатольевич
Павел Анатольевич Соколов-Ходаков (16 марта 1970 г. — 26 октября 2002  г.), советский и российский программист, деятель советского андерграунда, фотожурналист и предприниматель, участник разработки  операционной системы ДЕМОС, сооснователь первого в России музыкального онлайн-сервиса Звуки.ру (первоначально открытого под названием music.ru).

## Биография
- 1977-1987 Учился в средней школе N 597 г. Москвы.
- В 1982 году, получив в подарок от родителей кассетный магнитофон, увлекся музыкой, активно участвуя в любительском распространении музыкальных записей[1].
- В 1987 году, благодаря знакомству с Олегом Ковригой начал посещать квартирные рок-концерты, на которых работал фактическим фотокорреспондентом самиздатовского журнала Урлайт. Принимал участие в тиражировании этого журнала[1].
- В 1987 году, во время работы на УПК (школьная практика), распечатывал самиздатовский журнал "Третья модернизация". За это был уволен с работы, также был уволен с работы его отец[1].
- После этого работал в Центре Обучения ДИАЛОГ, затем "Интерквадро", затем "Элитарекс", где занимался преподаванием IT.
- 1988-1991 Учился на факультете Вычислительной математики и кибернетки МГУ, но не окончил его[1].
- Во время учёбы в МГУ Павел устроился на работу в кооператив Демос, в котором занимался технической поддержкой и обучением работе с ПО[1]. Впоследствии Павел Соколов-Ходаков работал программистом в интернет-провайдерах Релком и Rinet, а также в ряде других компаний. В эти годы он начал поддерживать специализированные FTP-архивы, с которых можно было скачать тексты песен западных рок-групп и которые стали широкоизвестными в русскоязычном интернете[1].

## Music.ru/Zvuki.ru
В 1996 году Павлом был запущен первый в России музыкальный сервер Music.ru. Первоначально на сайте размещались только музыкальные треки, с 1998 года стали появляться журналистские материалы. В период до 2000 года проект, представлявший собой онлайн-энциклопедию рок-музыки с доступными для скачивания записями в формате RealAudio, работал под этим названием.

## Личная жизнь
С 1997 года был женат на Соне Соколовой, сменив свою фамилию Ходаков на двойную Соколов-Ходаков.

## Смерть
26 октября 2002 скончался в Москве, в 50 городской больнице, от последствий тромбоза.

## Награды и звания
- РОТОР'99: ЗВУКИ.РУ первое место в конкурсе 'Музыкальный сайт года'
- РОТОР++'2000: ЗВУКИ.РУ первое место в категории 'Музыкальный сайт года'
- РОТОР++'2000: ВРАГИ.РУ первое место в категории 'Игровой сайт года'
- РОТОР'02: ЗВУКИ.РУ - 'Музыкальный сайт года'
- Журнал Internet'2000: VRAGI.RU сайт года
- Интел Интернет Премия '2001: ЗВУКИ.РУ Лучший Музыкальный Сайт Года